# 藤巻大悟
藤巻 大悟（ふじまき だいご、10月8日 - ）は、日本の男性声優。東京都出身。賢プロダクション所属。オンライン声優養成所・SPOT講師。

## 人物
特技は早口言葉（五十音順で23区を7秒以内に言い切る）、サッカー。趣味はラーメン、ロードバイク、クロスバイク、筋トレ、ファッション、スニーカー。

## 出演
太字はメインキャラクター。

### テレビアニメ
2011年
- 銀魂'（見廻組）

2012年
- アイカツ!（2012年 - 2015年、スタッフ、おじいさん）
- 黒子のバスケ（2012年 - 2015年、井上、福田総合12番、係員）- 2シリーズ

2013年
- IS 〈インフィニット・ストラトス〉2（クレープ屋）
- 最強銀河 究極ゼロ 〜バトルスピリッツ〜（アルタ）
- ささみさん@がんばらない（特殊部隊隊長）
- サムライフラメンコ（警官A）

2014年
- 牙狼〈GARO〉-炎の刻印-（ホラーの声、兄弟子）
- PSYCHO-PASS サイコパス 2（新庄要、オペレーター）
- パックワールド（分析器、サイクロプスB、ディング・ア・リング兄弟・水色）
- Fate/stay night（ニュースキャスター）
- 六畳間の侵略者!?（カブトンガー）

2015年
- アクエリオンロゴス（アメフト部員）
- おそ松さん（係員）
- K RETURN OF KINGS（緑のクランズマン）
- 少年ハリウッド -HOLLY STAGE FOR 50-（謎の男）
- ジョジョの奇妙な冒険 スターダストクルセイダース（チンピラA）
- ドラえもん（テレビ朝日版第2期）（男A、おじさん）
- ワカコ酒（客、客B）

2016年
- 亜人（ゲン、警官、SP、米軍特殊部隊員）
- 少女たちは荒野を目指す（客A、客C）
- ジョーカー・ゲーム（ドイツ軍野戦憲兵、男、外村均、乗客）
- ベルセルク（騎士団員、拷問執行人）

2017年
- CHAOS;CHILD（男A）
- ひとりじめマイヒーロー（トオル）
- ボールルームへようこそ（アナウンサー）

2018年
- 夢王国と眠れる100人の王子様（副長ブロナー）

2020年
- ふしぎ駄菓子屋 銭天堂（横手信孝）

2022年
- フットサルボーイズ!!!!!（沼袋、先生）

### 劇場アニメ
- LUPIN THE IIIRD 次元大介の墓標（2014年、ピアノマン[4]）

### ゲーム
- ガンダムブレイカー（2013年）
- 十三支演義 〜偃月三国伝2〜（2014年）
- バンドやろうぜ!（2016年、アツシ[5]）
- ドンキーコング バナンザ（シマウマ）

### 吹き替え
- アーミー・オブ・シーブズ
- アベンジャーズ/エイジ・オブ・ウルトロン（男性警官2）
- きみが還る場所（デヴィッド[6]）
- ウォーキング・デッド（マルティネス）
- ニンジャ・アベンジャーズ（サン将軍〈ヴィタヤ・パンスリンガム〉）
- ハッピーエンディング（チャン・ジェホ）
- ピーターパン新たなる冒険（ストリングビーン）
- みつばちマーヤ（ドーズ）
- フリーランサー NY捜査線（フェリックス）
- ハード・パニッシャー（ロブ）
- 沈黙のSHINGEKI/進撃（ニコ）
- ザ・コール 緊急通報指令室（テレンス）
- グランドピアノ 狙われた黒鍵（マーク）
- グローリー/明日への行進（フレッド・グレイ〈キューバ・グッディング・ジュニア〉）
- ストレージ24（クリス）
- 根の深い木（チャン・ウンソン）
- 主任警部アラン・バンクス2（トム・ロスウェル）
- アイ・スピット・オン・ユア・グレイヴ2（ジョージー）
- スカイ・キッズ（シルビオ）
- BONES（ストーム）
- リトル・ゴースト　オバケの時計とフクロウ城の秘密（町長）
- ルパン三世（警官）
- ミスティック・アイズ（聖歌隊指導者）
- 蜜の味〜テイスト・オブ・マネー〜（社長）
- 王女の男（義眼の男）
- スキップ・ビート!〜華麗的挑戦〜（マネージャー）
- やってないってば!
- ノース・ウォリアーズ 魔境の戦い（ビョルン〈ジェームズ・ノートン〉）
- FOREVER Dr.モーガンのNY事件簿（ルーカス・ウォール〈ジョエル・デヴィッド・ムーア〉）
- ロッコーのモダンライフ 〜ハイテクな21世紀〜

### 特撮
- 獣電戦隊キョウリュウジャーブレイブ（2017年、アラッシュの声[7]）

### ナレーション
- ファミリーマート店内CM
- MTV WORLD STAGE

### ボイスオーバー
- プロジェクトランウェイ9（ジョシュア・マッキンリー）
- BS世界のドキュメンタリー ゾラン監督とアフリカの虎（ゾラン）
- リンカーン大統領暗殺の真相（アツェロット）
- 一攫千金!!巨大マグロ漁（ポール）
- ボーイング747（マイルズ・ハルバート）
- 巨大竜巻を追って（ダリル・ジェームズ）
- 徹底調査!アメリカの極秘施設（ミック・ウエスト）
- 健康バラエティ（ドクターオズ・ショー）
- 世界・神秘の道をゆく
- 地球ドラマチック
- 米軍エリートへの道
- 自然の驚異

### シリーズ一覧
1. ↑  第2期（2012年）、第3期（2015年）